# Loriot à tête noire
Oriolus brachyrynchus
Espèce
Statut de conservation UICN

 LC  : Préoccupation mineure
Le Loriot à tête noire (Oriolus brachyrynchus) est une espèce de passereau de la famille des Oriolidae.

## Répartition
Il est répandu en Afrique équatoriale.

## Habitat
Il habite les forêts humides de plaine tropicales et subtropicales et les savanes humides.

## Sous-espèces
D'après Alan P. Peterson, cette espèce est constituée des 2 sous-espèces suivantes :
- Oriolus brachyrynchus brachyrynchus Swainson, 1837
- Oriolus brachyrynchus laetior Sharpe, 1897